# Клан Монтгомері

Нашоломник клану Монтгомері.

Герб вождів клану Монтгомері.

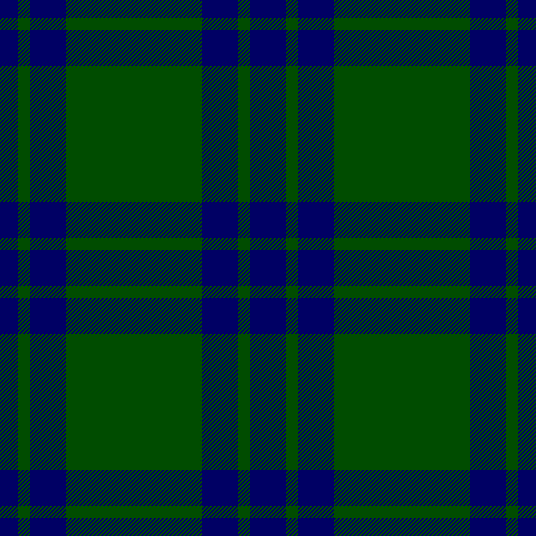
Тартан клану Монтгомері.

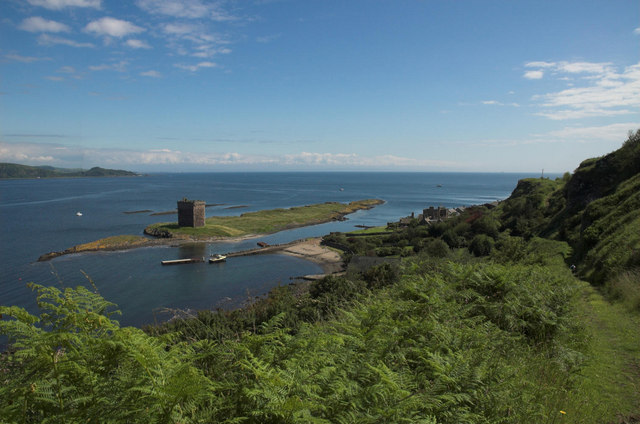
Замок Маленький Камбре. Перше будівництво 1300 р. Перебудований у 1515 р.

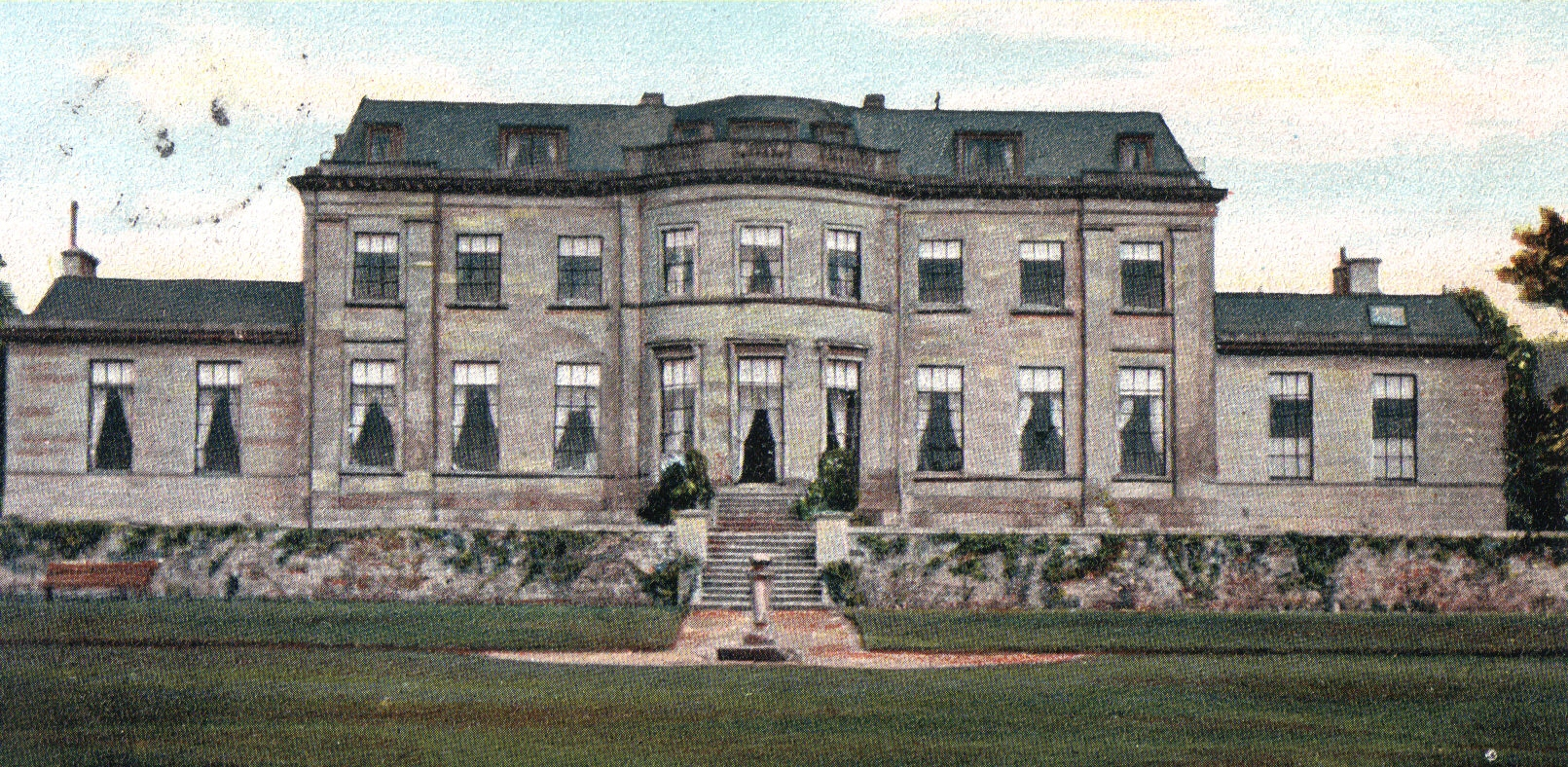
Замок Монтегрінен.

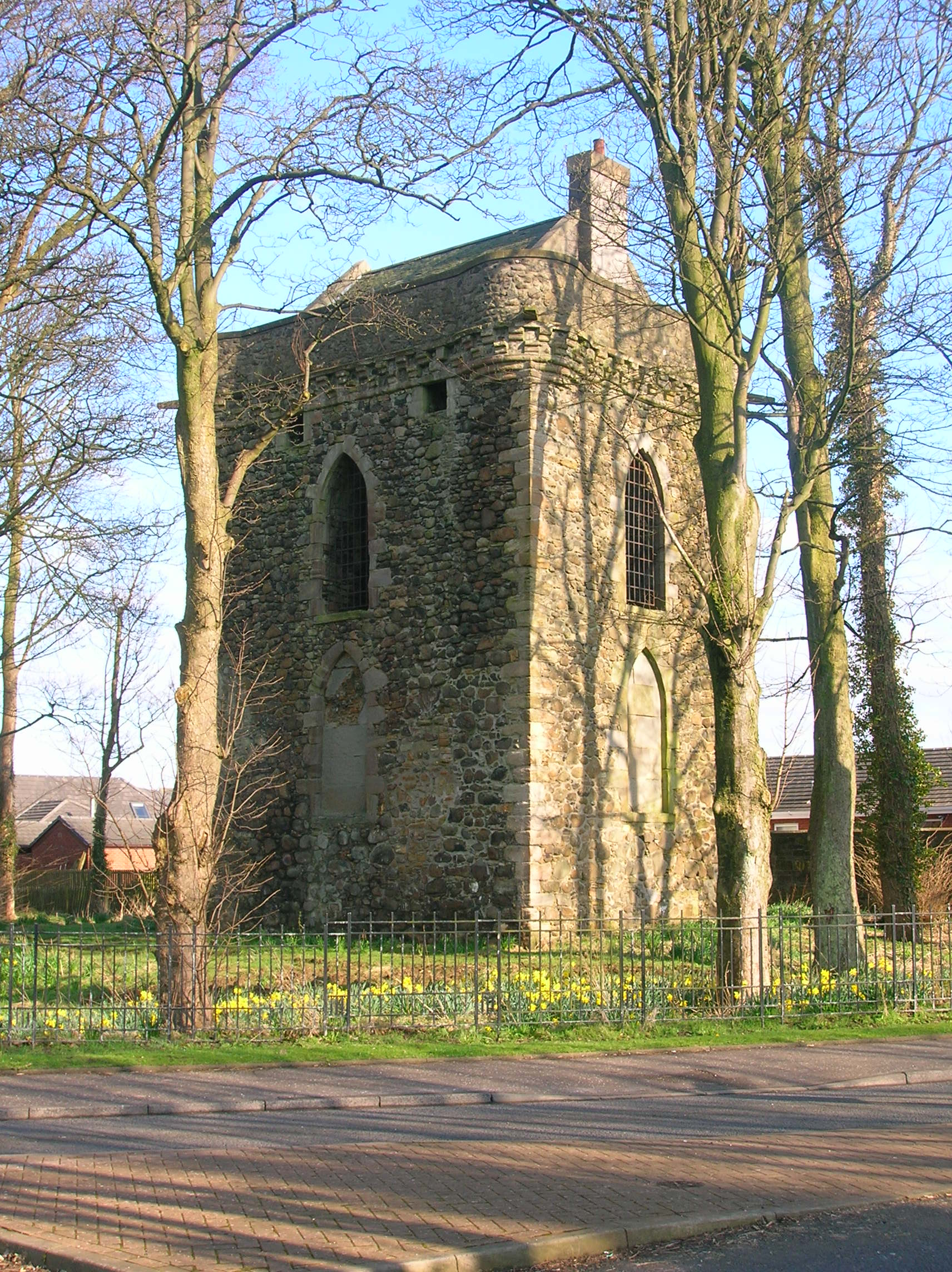
Замок Стейн.

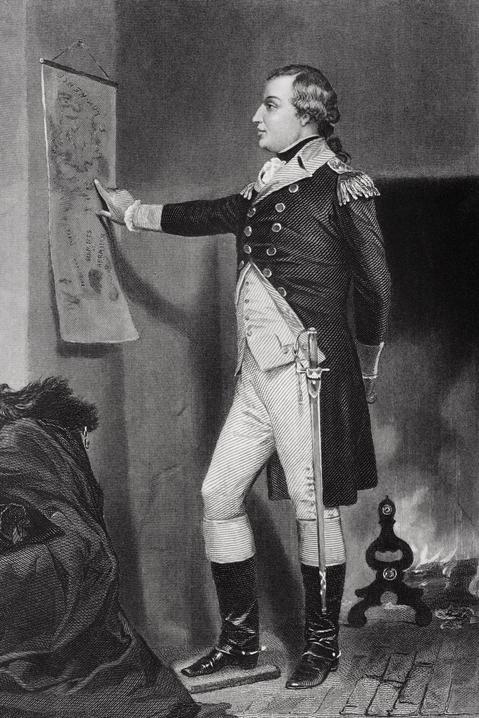
Генерал Річард Монтгомері (1738—1775).

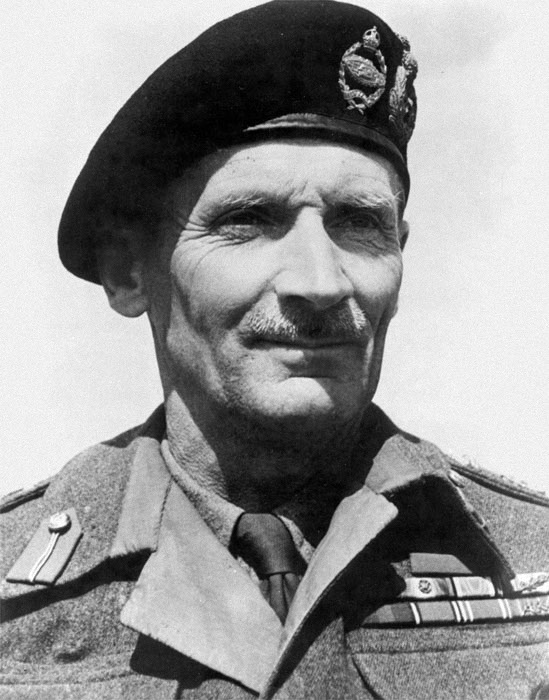
Бернард Лоу Монтгомері — І віконт Монтгомері Аламейський (1887—1976).

Клан Монтгомері (англ. — Clan Montgomery, Clan Montgomerie, гел. — Clan MacGumerait) — клан МакГумерайт — один з кланів рівнинної частини Шотландії — Лоулендсу.
Гасло клану: Garde bien — Охороняй добре або Будь на сторожі (фр.)
Нашоломник: Леді вдягнена в давній одяг блакитного кольору, тримається одною рукою за якір, в іншій руці тримає за волосся відрубану голову дикуна
Землі клану: Ардроссан, Кінтайр, Еглінтон
Вождь клану: Його високо поважність Арчібальд Монтгомері — XVIII граф Еглінтон, VI граф Вінтон
Резиденція вождя клану: Замок Балгомі, Пертшир
Історична резиденція вождя клану: Замок Еглінтон
Союзні клани: Сетон
Ворожі клани: Каннінгем

## Історія клану Монтгомері

### Походження клану Монтгомері
Клан Монтгомері кельтського походження: виник в Уельсі і переселився до Шотландії в XII столітті, як васали могутніх аристократів Фітц-Аланів. Клан отримав свою назву від назви землі в Уельсі, що знаходився поблизу Шропширу у володіннях Фітц-Аланів. Була ще версія, що вожді клану Монтгомері походять від графів Шрусбері, що походить із землі Кальвадос в Нормандії, але цьому немає ніяких доказів. Імовірно, це середньовічна фальсифікація. Є ще така версія походження вождів клану: у 1066 році Роджер де Мундегумбрі воював на стороні Вільгельма Завойовника і брав участь у битві під Гастінгсом. Пізніше він здійснив похід в Уельс і захопив замок Болдуїн, який перейменував в замок Монтгомері.

### XIII—XIV століття
Найдавнішеа згадка про клан Монтгомері в історичних документах стосується Роберта Монтгомері, що володів землями Еглехам (гел. — Eaglesham) у Ренфруширі. У 1296 році король Англії Едвард І Довгоногий захопив Шотландію і змусив вождів шотландських кланів присягнути йому на вірність і підписати відповідний документ — «Рагман Роллс». У цьому документі згадується і вождь клану Монтгомері — Джон де Монтгомері. У XIV столітті могутність клану зросла внаслідок шлюбу вождя клану з дочкою вождя клану Еглінтон. Внаслідок шлюбу клан отримав у придане маєтки Еглінтон. Пізніше клан Монтгомері придбав землі Ардроссан, що, можливо, належали раніше клану Барклай. Вождь клану Монтгомері — сер Джон Монтгомері був одним з героїв битви під Оттербурном у 1388 році, коли англійські загарбники зазнали нищівної поразки. Джон Монтгомері захопив в полон Генрі Готспура Персі і отримав великий викуп за його звільнення. Ці гроші дозволили клану Монтгомері збудувати замок Полнун (шотл. — Polnoon).

### XV—XVI століття— війни кланів
У 1488 році Х'ю Монтгомері — III лорд Монтгомері брав участь у битві під Сочіберн в лавах переможців і особисто вбив Олександра Каннінгема, І графа Гленкайрн — одного з ватажків розбитої армії короля Якова III. Монтгомері був нагороджений землями — островом Арран, землями Баіллі Б'ют та Каннінгем. Але землі Каннінгем довелося повернути клану Каннінгем Гленкайрн — вождю клану Каннінгем. Виникла ворожнеча між двома кланами, під час війни між кланами клан Каннінгем спалив замок Еглінтон, що належав клану Монтгомері. У відповідь клан Монтгомері спалив замок Керелоу, що належав клану Каннінгем.
Протягом всього XVI століття ворожнеча між кланами тривала. Едвард Каннінгем Авхерхарві був убитий у 1526 році. Арчибальд Каннінгем Ватерстоун був вбитий у 1528 році. Замок Іглінтон, що належав клану Монтгомері був спалений кланом Каннінгем в тому ж році. У квітні 1586 року Хью Монтгомері — IV граф Еглінтон, у віці 24 років, їхав в Стірлінг на суд щодо заповіту, на суді мав бути присутній король Шотландії, його супроводжували лише кілька чоловік прислуги. Він зупинився в замку Лайншоу, в якому жив його родич — лорд Лайншоу. Його леді — Маргарет Каннінгем із замку Айкет, його сестри були в шлюбі з Джоном Каннінгемом та Девідом Каннінгемом з Робертленду. Змова з метою вбити графа була організована леді та служницею, що була теж з клану Каннінгем. Служниця піднялась на стіни замку і вивісила білу серветку, що була знаком для змовників. Тридцять людей з клану Каннінгем напали на графа Монтгомері, коли він перетинав міст через Аннік-Форд. Графа Монтгомері застрелили з пістолета, а слуг повбивали холодною зброєю. Графа застрелив Джон Каннінгем з замку Клонбейх. Кінб поніс вбитого графа вздовж річки, яку з того часу стали називати «Ріка Плачу» або «Ріка Вдів». Дізнавшись про цей вбивство клан Монтгомері повбивав всіх людей з клану Каннінгем, яких вони зуміли знайти.
Хвиля кривавої помсти накотилась на клан Каннінгем. Людей з клану Каннінгем вбивали нещадно всюди. Господар замку Айкет був вбитий біля воріт свого замку, володіарі замків Робертленд та Корсехілл втекли в Данію. Лорда Клонбейха підстерегли біля замку Гамільтон і вбили. Це здійснили Роберт Монтгомері та Джон Поллок. Роберт Монтгомері потім вбив графа Гленкайрн — брата коменданта абатства Кілвінінг. Олександр Монтегрінан спровокував вбивство Х'ю. Він їхав в Монтегрінан і застрелив коменданта біля його власних воріт. Уряд короля Шотландії Якова VI робив все можливе, щоб припинити цю безглузду різанину двох кланів. І змусив, зрештою клани помиритися і змусив вождів кланів потиснути один одному руки. У 1661 році лорд верховний канцлер Вільям Каннінгем — IX граф Гленкайрн одружився з Маргарет Монтгомері — дочкою Олександра Монтгомері, VI графа Еглінтон. Цей шлюб підвів риску під довгою ворожнечею двох кланів.
II граф Еглінтон підняв клан Монтгомері на підтримку королеви Шотландії Марії Стюарт, брав участь у битві під Лангсайд у 1568 році, де армія королеви Марії Стюарт була розбита. Графа Еглінтона визнали винним у державній зраді, кинули за ґрати в замок Даун, але потім помилували.
У 1600 році клан МакАлістер напав на землі клану Монтгомері. Клан МакАлістер плюндрував землі клану Монтгомері і захопив майна та цінностей на суму 12 000 фунтів стерлінгів, що на той час було величезною сумою. Два роки по тому Арчібальд МакАлістер разом з Ангусом Огом МакДональдом здійснили рейд на остів Б'ют — на землі, що належали клану Стюарт. У 1603 році Арчібальда МакАлістера, Ангуса Ога МакДональда схопили, оголосили заколотниками, звинуватили у державній зраді і повісли в Единбурзі на горі Тулбут.

### XVII століття— громадянська війна
Граф Еглінтон, вождь клану Монтгомері після звільнення з тюрми намагався забезпечити в Шотландії релігійну терпимість та мир між католиками і протестантами. Його дочка — леді Маргарет стала дружиною Роберта Сетона з клану Сетон — І графа Вінтон, що був лояльним до ковенанторів під час громадянської війни і виступав проти релігійної політики короля Карла І. Але він потім виступив за короля Карла II. Він став полковником королівської кавалерії. Він потрапив полон до прихильників Кромвеля і сидів у в'язниці до реставрації монархії в 1660 році.
Їхній син — Олександр Сетон взяв дошлюбне прізвище матері — Монтгомері і став VI графом Еглінтон. Він був протестантом і прихильником короля Карла II. Він потрапив у полон до генерала Монка і був кинутий у в'язницю за симпатії до роялістів у 1659 році.
Інша гілка клану Монтгомері переселилася до Ірландії  в графство Донегол у 1628 році. Віконт Монтгомері Алемайнський походить саме з цієї гілки клану.
Клан Монтгомері брав участь у битві під Вустер у 1651 році на боці роялістів. Командував ними генерал-майор Монтгомері, що був поранений під час битви.

### XVIII століття— повстання якобітів
Під час повстання якобітів клан Мнтгомері підтримав британський уряд. Вождь клану Монтгомері — IX граф Еглінтон був членом Таємної Ради короля Вільгельма Оранського і королеви Анни. У 1715 році під час першого повстання якобітів вождь клану Монтгомері , IX граф Еглінтон готував солдат для британської урядової армії.
У 1736 році Джон Монтгомері переїхав до Швеції і був натуралізований як шведський дворянин, ця лінія клану все ще існує сьогодні, деякі відомі люди з клану Монтгомері були депутатами парламенту Швеції, міністрами уряду Швеції. Нині клан володіє в Швеції замком Сересйо (швед. — Segersjö).

### Колоніальні війни
XI граф і вождь клану Монтгомері Клану командував британським 77-й піхотним полком шотландських горян набраного з людей клану Монтгомері. Генерал Річард Монтгомері був убитий під час штурму Квебеку 31 грудня 1775 року. Він був першим американським генералом, що загинув під час революції. Він став символом всього, що було найкращим в американській революції. Багато з географічних назв вшанувати його пам'ять.

### II світова війна
Найвідомішим з усіх людей з клану Монтгомері був фельдмаршал Монтгомері,І віконт Монтгомері Аламейнський, що походить з гілки клану, яка переселилась до Ірландії — в Ольстер в 1628 році. Серед його нагород є орден Підв'язки, орден Лазні, орден Служби. Він входив до Таємної ради Її Величності, був офіцером британської армії, часто згадувався як «Монті». Він успішно командував союзними військами в битві під Ель-Аламейном, великій битві у Другій світовій війні,війська під його командуванням відіграли вирішальну роль у вигнання сил Осі з Північної Африки. Пізніше він був командуючим армії в Італії і Північно-Західній Європі, де він командував всіма сухопутними військами союзників під час операції «Оверлорд» і під час битви за Нормандію.

## Замки клану Монтгомері
- Замок Аннік-Лодж (шотл. — Annick Lodge)
- Замок Андроссан (шотл. — Ardrossan Castle)
- Замок Ботріхілл-Хаус (шотл. — Bourtreehill House)
- Замок Кардвелл (шотл. — Caldwell Castle)
- Замок Маленький Камбре (шотл. — Little Cumbrae Castle)
- Замок Каннінгемхед Естейт (шотл. — Cunninghamhead Estate)
- Замок Далмор-Хаус (шотл. — Dalmore House)
- Замок Еглінтон (шотл. — Eglinton Castle)
- Замок Гіффен (шотл. — Giffen Castle)
- Замок Гессілхед (шотл. — Hessilhead Castle)
- Замок Лайншоу (шотл. — Lainshaw)
- Замок Монтгрінен (шотл. — Montgreenan)
- Замок Нью Парк Мовілл (ірл. — New Park Moville) — Інішовен, графство Донегол, Ірландія.
- Замок Полнун (шотл. — Polnoon Castle)
- Замок Сегейт (шотл. — Seagate Castle)
- Замок Сегерсйо (швед. — Segersjö) — Швеція
- Замок Скелморлі (шотл. — Skelmorlie Castle) — біля Ларгсу.
- Замок Стейн (шотл. — Stanecastle)

## Гілки клану Монтгомері
- Графи Еглінтон — вожді клану Монтгомері
- Монтгомері Гіффен